# Nische

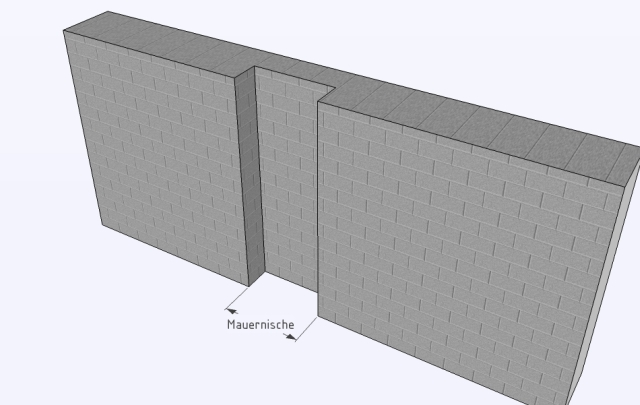
Schematische Darstellung einer Wandnische

Eine Nische, auch Wandnische, Mauernische (von lateinisch nidus, „Nest“) oder Mauerrücksprung, ist eine Vertiefung in einer Wand. Ist die Nischenbreite sehr klein, spricht man von einem „Wandschlitz“. Nischen sind auf drei Seiten vom selben Bauteil umschlossen. Sie können halbrund oder eckig sein und die gesamte Wandhöhe oder nur Teile davon einnehmen. Nischen können in die Wand integriert sein (häufig bei Mihrabs) oder auf der Rückseite als Ausbuchtung erkennbar sein.

## Bautechnik
Wandnischen werden entweder schon während der Bauphase hergestellt oder erst später aus der Wand herausgebrochen. Im letzteren Fall ist vom Statiker zu überprüfen, ob die Nische die Tragfähigkeit der Wand nicht zu stark beeinträchtigt. Tragende Mauerwerkswände müssen eine gewisse Mindeststärke aufweisen.
Allerdings können Wandnischen auch mehr zufällig bei späteren Umbauten entstehen: Wenn beispielsweise ein Fenster oder eine Tür in der verhältnismäßig dicken Außenwand eines alten Gebäudes nur mit einer bündig zur Außenseite sitzenden, dünnen Wand verschlossen werden, bleibt auf der Innenseite eine Nische, die entweder durch eine weitere Wand verschlossen, oder durch Einbau von Regalbrettern o. Ä. ausgenutzt werden kann.
Um störende Installationsleitungen (Rohre, Kabel, Leitungen) der Haustechnik in Wohnräumen zu vermeiden, werden schon in der Planung oder bei der Sanierung von Altbauten Wandnischen eingeplant. Später werden diese Wandnischen verschlossen und sind nicht mehr von der übrigen Wandfläche zu unterscheiden.

## Funktion
Wandnischen dienen entweder als Gestaltungselement, um eine Wandoberfläche optisch interessanter zu gestalten, als Raum für Möbel (Almerei) oder für Heizkörper, des Weiteren zum Aufstellen von Figuren oder von Kreuzen, Vasen etc. Ist eine Nische oben durch einen Bogen überdeckt, spricht man von einem „Nischenbogen“.
In Eisenbahntunneln dienen Schutznischen dem Schutz der Arbeiter.

## Verbreitung
Wandnischen sind beinahe so alt wie die Holz-, Lehm- und Steinbaukunst selbst; sie kommen in nahezu allen (Hoch-)Kulturen vor. Von besonderer Bedeutung sind im Judentum die Tora-Nische in den Synagogen und im Islam der Mihrab in den Moscheen.

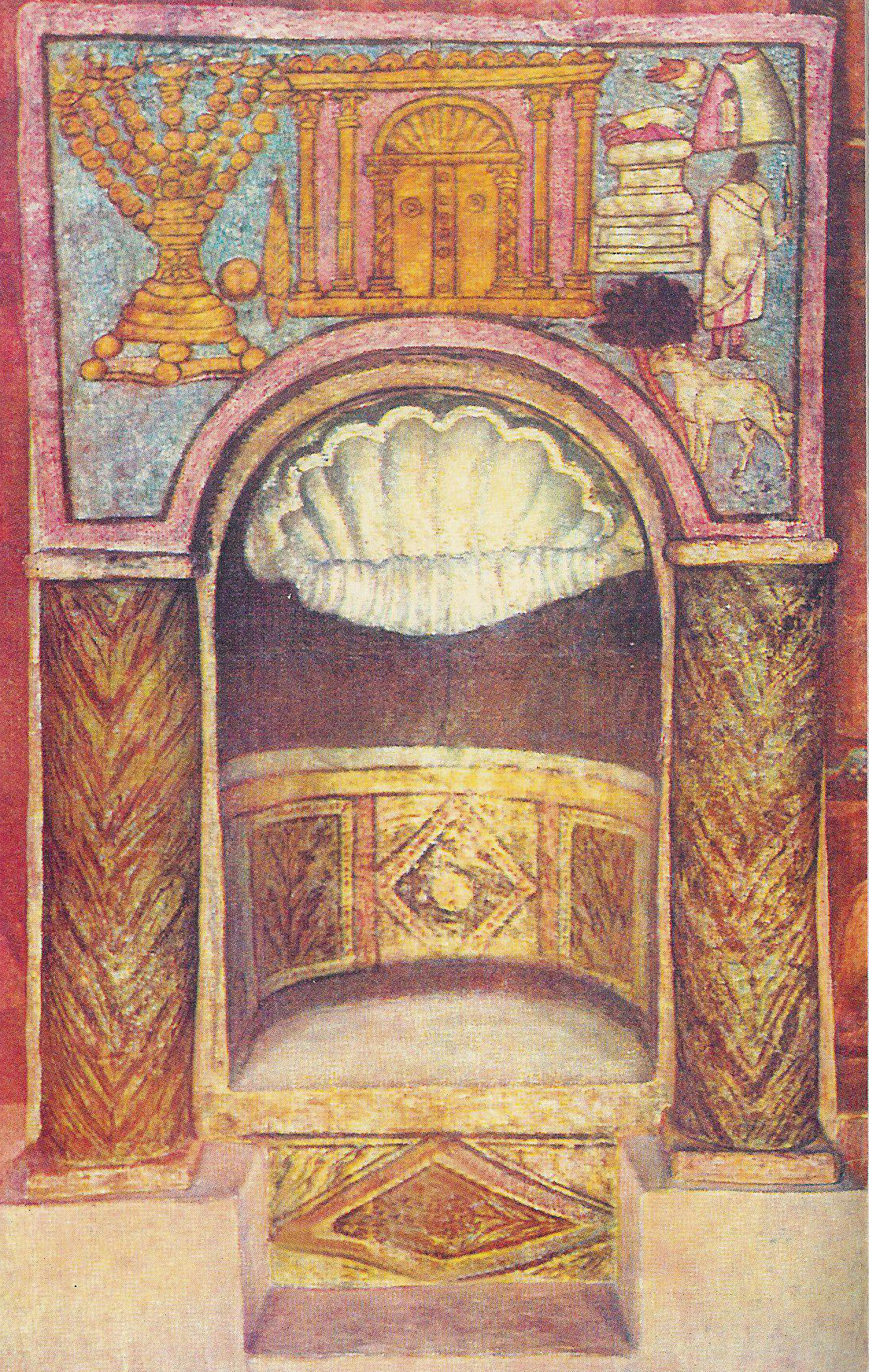
Wandbild einer Nische in der Synagoge von Dura Europos
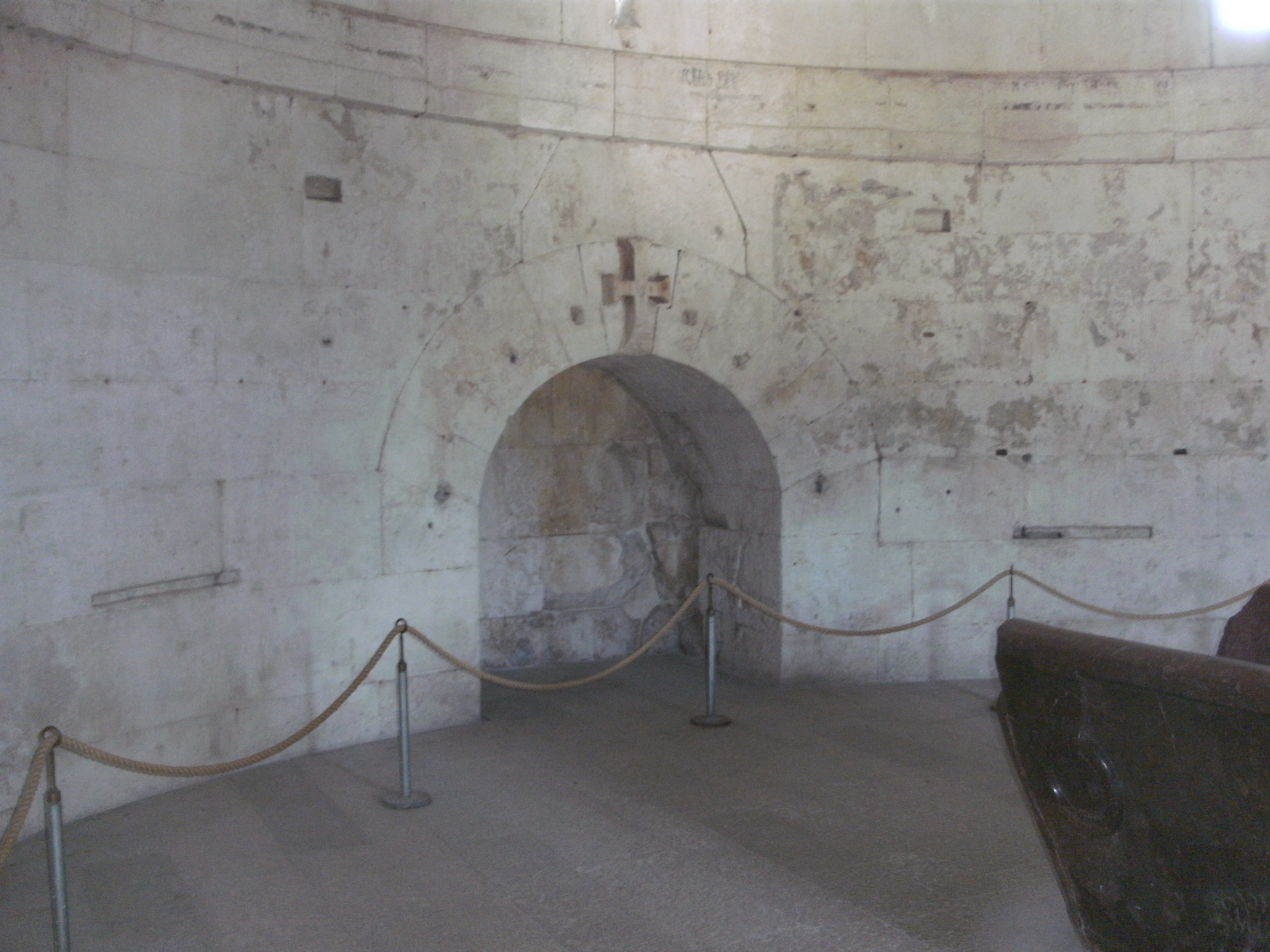
Altarnische im Theoderich-Grabmal, Ravenna
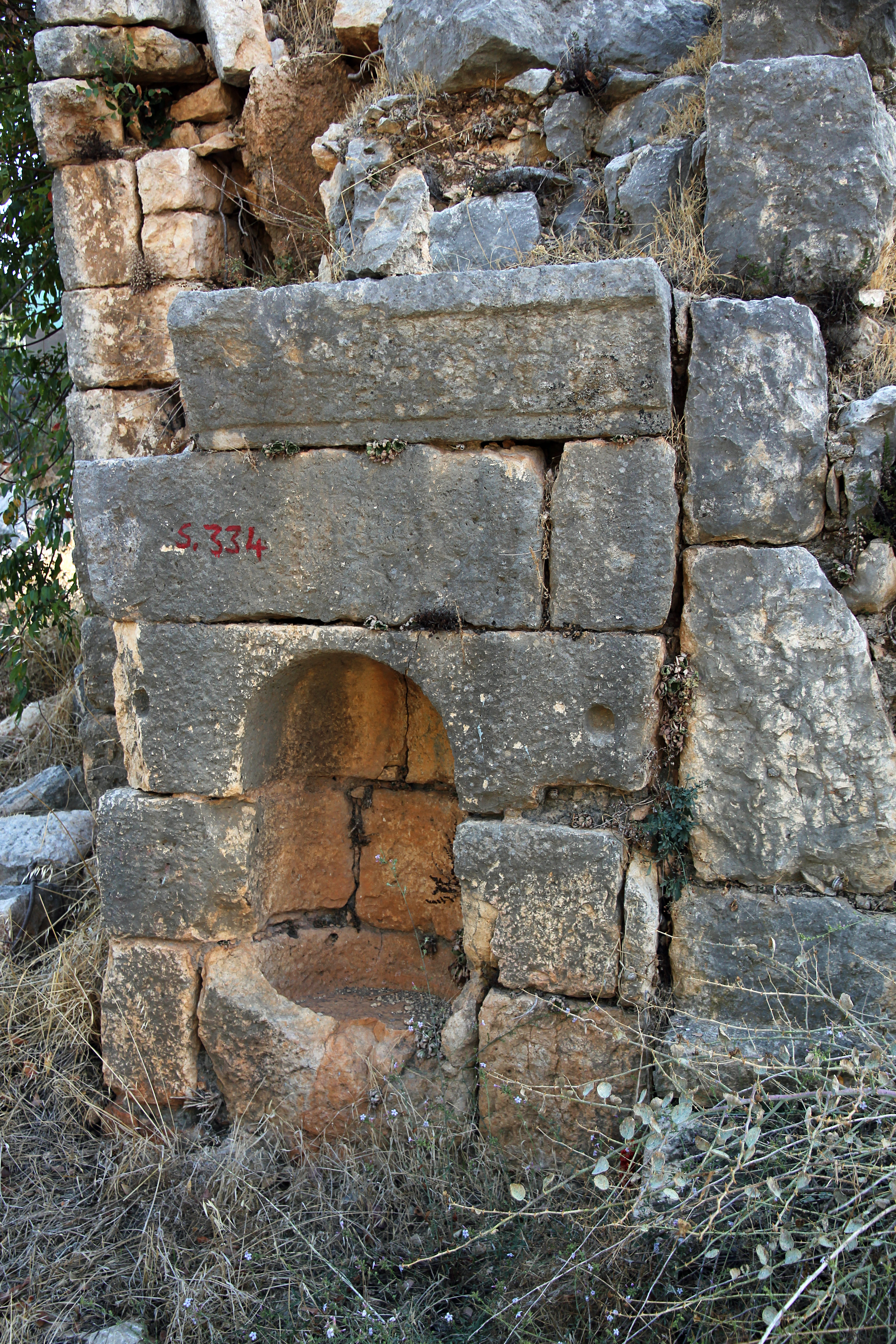
Wandnische mit Weihwasserbecken
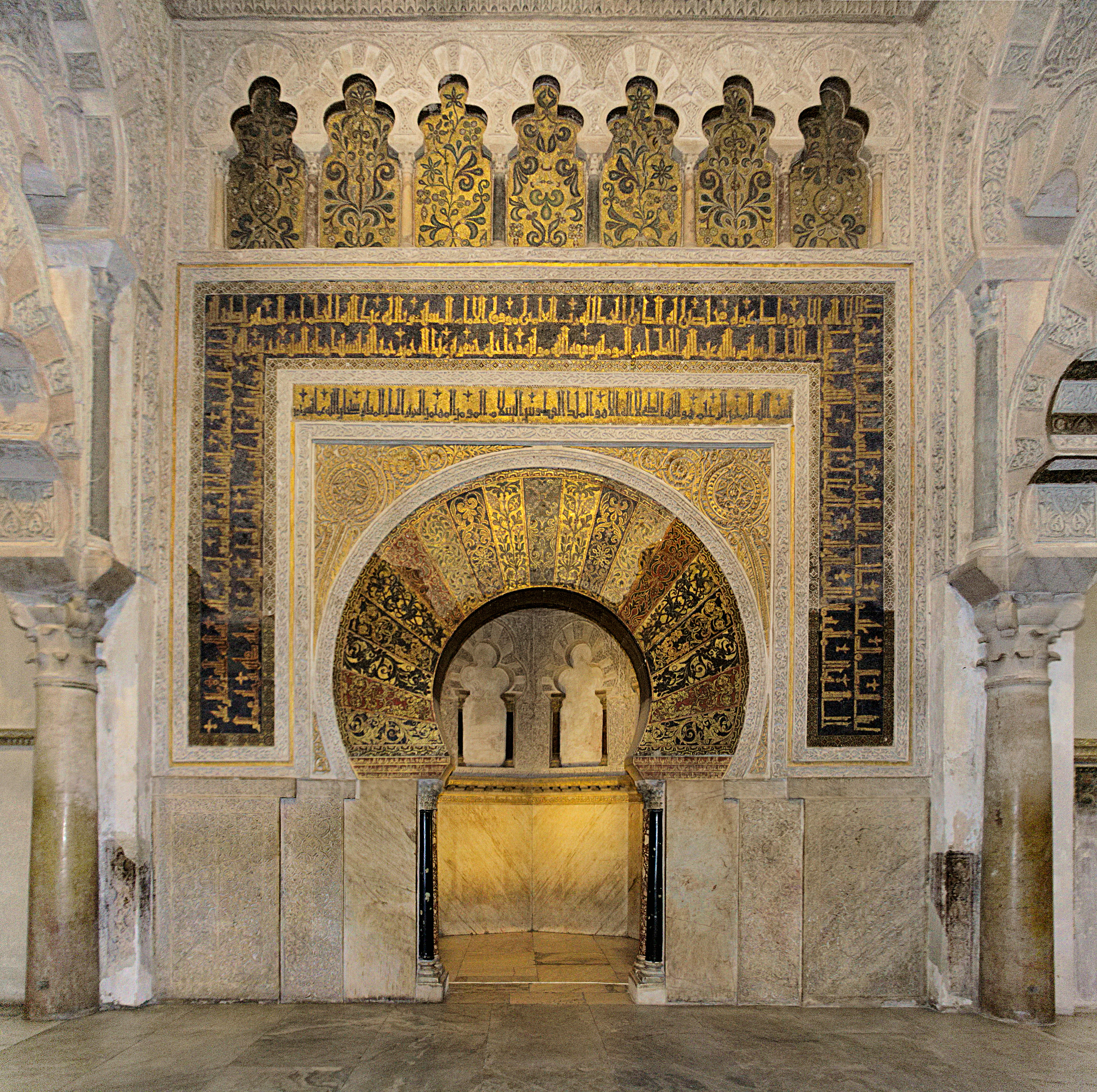
Mihrab der Mezquita von Córdoba
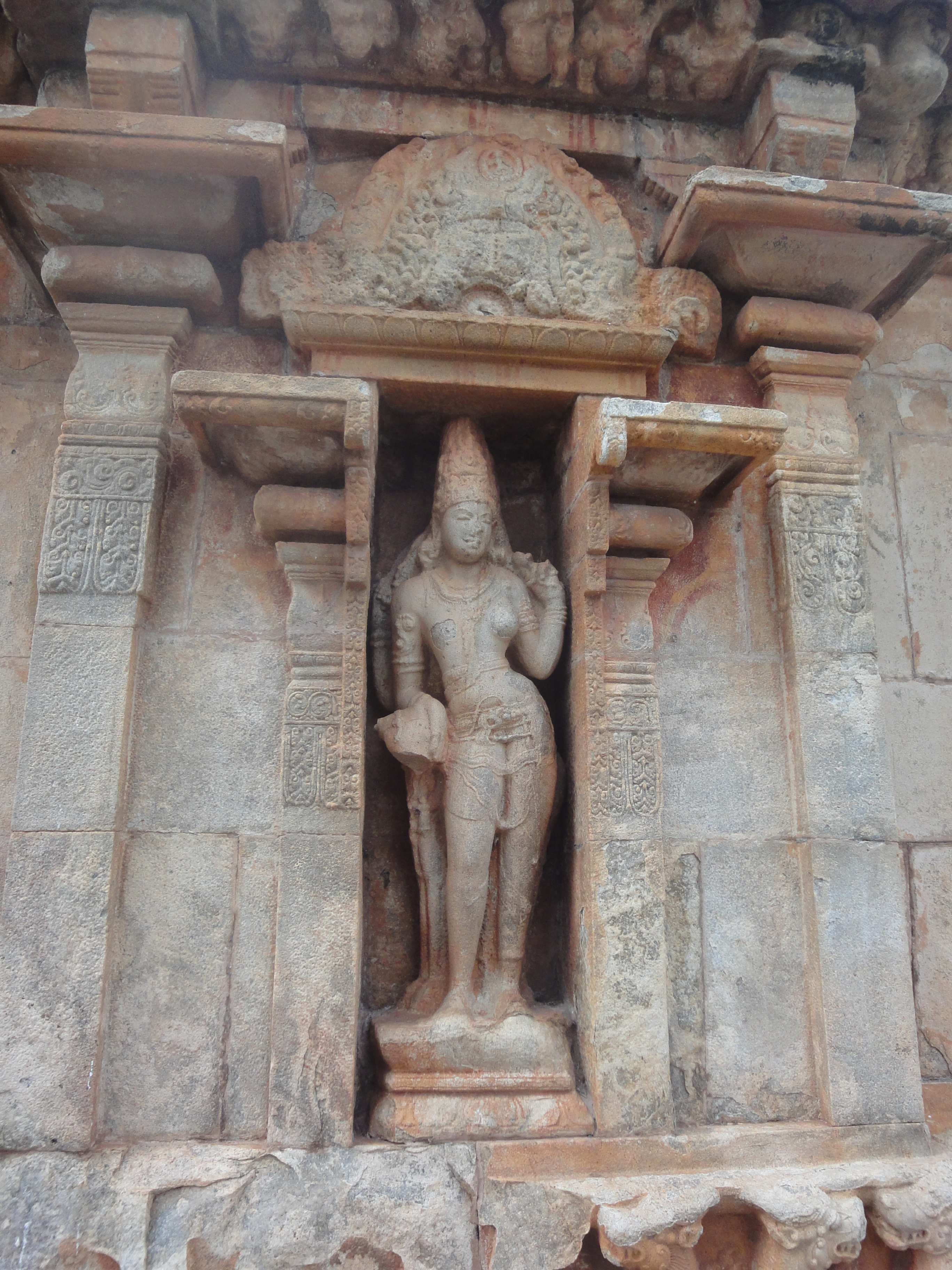
Figur des Ardhanarishvara in der Außenwand eines Hindutempels in Kodumbalur, Indien
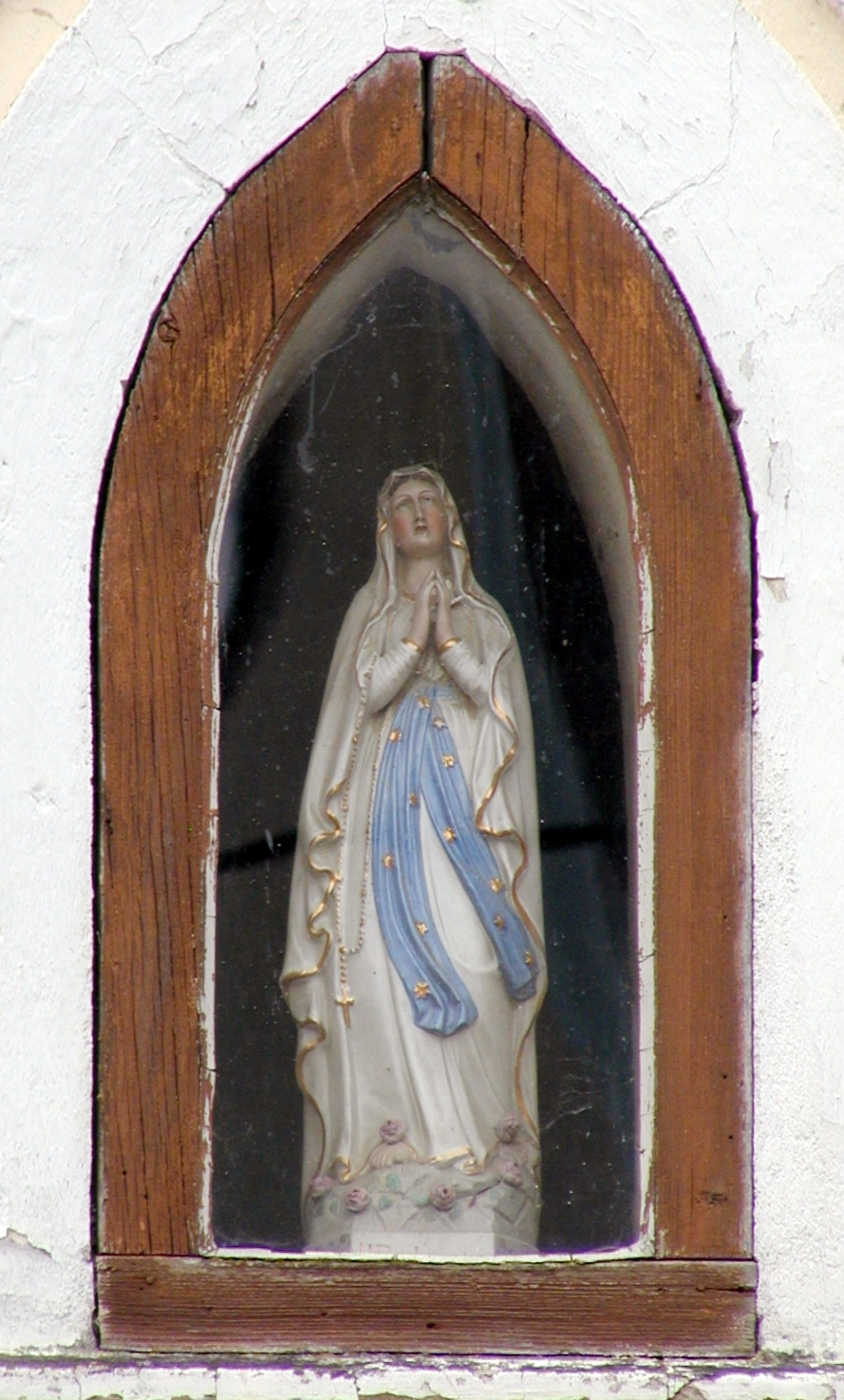
Figurennische mit Maria, Kleinkirchberg